# 84
Aquesta pàgina és per a l'any. Per al nombre, vegeu vuitanta-quatre.
El 84 (LXXXIV) fou un any de traspàs començat en dijous del calendari julià.

## Esdeveniments
- Canvi de l'era Jianchu a la Yuanhe en la dinastia Han oriental (antiga Xina).[1]